# 4409 Kissling
4409 Kissling је астероид главног астероидног појаса са средњом удаљеношћу од Сунца која износи 3,034 астрономских јединица (АЈ).
Апсолутна магнитуда астероида је 12,2.